# Chris Layton
Chris « Whipper » Layton né le 16 novembre 1955 à Corpus Christi est un batteur américain. 

## Biographie
Chris déménage à Austin en 1975.
Il se fait connaitre avec le groupe de blues Double Trouble, mené par Stevie Ray Vaughan.  Chris a joué avec plusieurs artistes après la mort de Stevie  en 1990.

## Discographie

### Stevie Ray Vaughan and Double Trouble

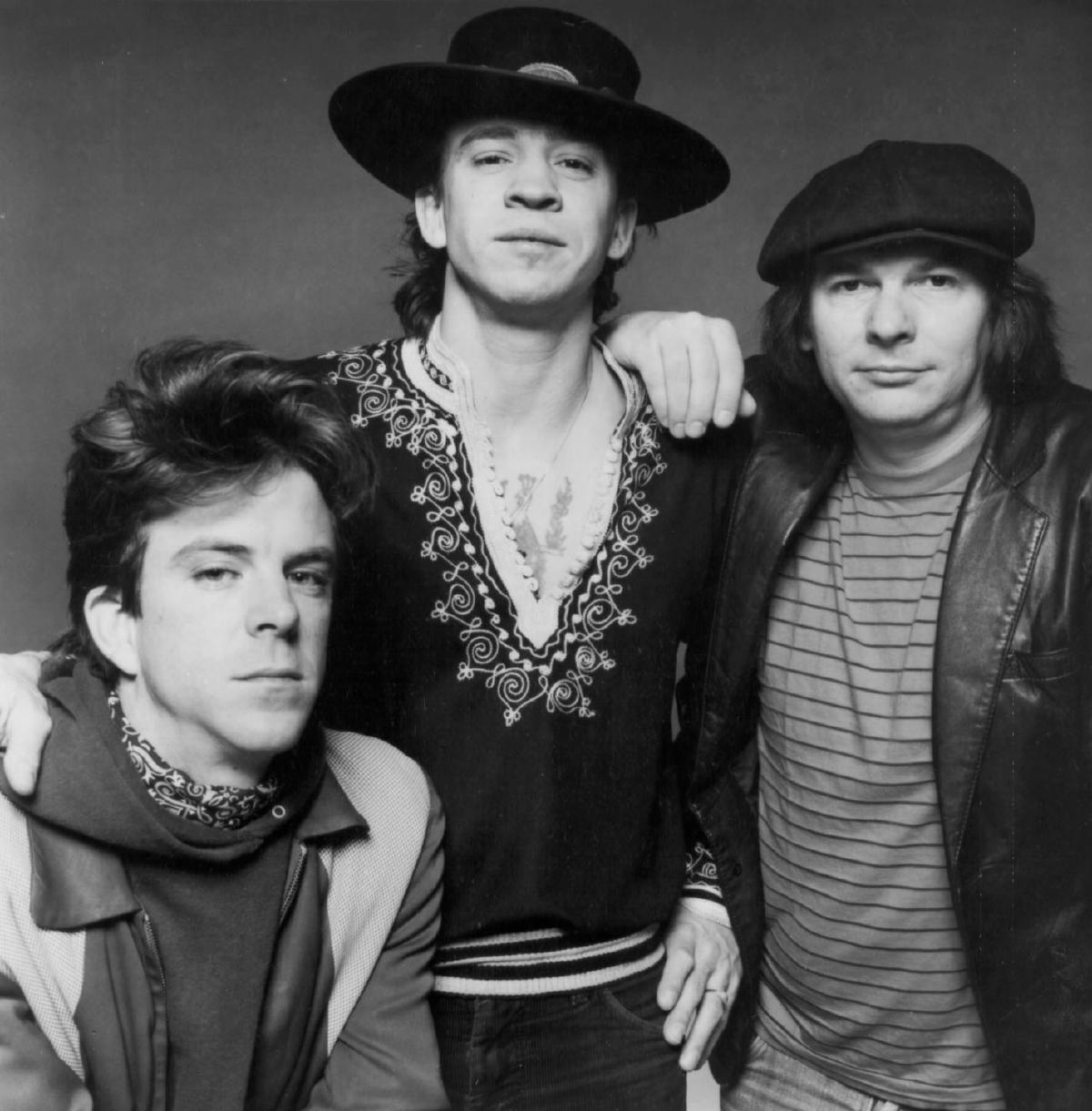
Chris Layton Stevie Ray Vaughan et Tommy Shannon en 1983 (photo de Don Hunstein)

- Texas Flood (1983)
- Couldn't Stand the Weather (1984)
- Soul to Soul (1985)
- Live Alive (1986)
- In Step (1989)
- The Sky Is Crying (1991)
- In the Beginning (1992)
- Greatest Hits (en) (1995)
- A Tribute to Stevie Ray Vaughan (1996)
- Live at Carnegie Hall (album de Stevie Ray Vaughan) (1997)
- The Real Deal: Greatest Hits Volume 2 (1999)
- Blues at Sunrise (2000)
- SRV: Box Set (2000)
- Live at Montreux 1982 & 1985 (2001)
- The Essential Stevie Ray Vaughan and Double Trouble (2002)
- Martin Scorsese Presents the Blues: Stevie Ray Vaughan (2003)
- The Real Deal: Greatest Hits Volume 1 (2006)
- Solos, Sessions & Encores (2007)
- Couldn't Stand the Weather (Legacy Edition) (2010)
- Texas Flood (Legacy Edition) (2013)

### Arc Angels
- Arc Angels (Geffen, 1992)
- Living in a Dream (2009)

### Storyville
- Bluest Eyes (November Records, 1994)
- A Piece of Your Soul (Atlantic, 1996)
- Dog Years (Atlantic, 1998)
- Live at Antone's (2007)